# Emilie Moatti
Emilie Haya Moatti (en hébreu : אֵמִילִי חַיָּה מוּאָטִי, né le 27 juin 1980) est une activiste, cinéaste, écrivaine et femme politique israélienne. Elle a été députée de la Knesset au sein du Parti travailliste israélien de 2021 à 2022.

## Biographie
Moatti est né à Kfar Saba en 1980. Elle est l'aîné de six enfants d'une famille religieuse d'origine juive tunisienne. Après avoir abandonné le lycée pour travailler, elle étudie à étudier à l'Université de Paris à partir de 2003. Pendant son séjour à Paris, elle travaille comme productrice et devient porte-parole du Festival du cinéma israélien de Paris. Elle a ensuite travaillé comme cinéaste et commentatrice politique, écrivant pour Haaretz. Elle s'est impliquée dans le militantisme en faveur de la paix, en tant que directrice de l'Initiative de Genève. En 2014, elle rejoint le conseil d'administration de WePower, un groupe féministe. En 2018, elle remporte le prix du premier livre du ministère de l'Éducation israélien pour son roman Blue Marks. Elle est mariée à l'ancien ambassadeur Daniel Shek.

### Carrière politique
Membre du Parti travailliste, Moatti arrive quinzième sur la liste commune aux travaillistes, au Meretz et à Gesher lors des élections législatives israéliennes de 2020, mais l'alliance ne remporte que sept sièges. Avant les élections de 2021, elle est classée troisième sur la liste du Parti travailliste  et est élue à la Knesset puisque le parti remporte sept sièges.
Lors de la motion de censure constructive visant à renverser le gouvernement Netanyahu et installer la coalition « changement » Bennett-Lapid, le vote de Moatti s'avère crucial. Alitée en raison d'une infection de la colonne vertébrale et doit être ramenée de l'hôpital sur une civière afin de voter pour le nouveau gouvernement, qui parvient finalement au pouvoir par un vote de 60 contre 59. Lors des élections de 2022, Moatti est classée sixième sur la liste travailliste, mais perd son siège, le parti n'ayant remporté que quatre sièges.